# 작은곰자리 8 b
작은곰자리 8 b 또는 한라는 대한민국의 천문학에서 발견하여 이름이 붙은 외계 행성이다. 가스 행성에 속하는 천체이다.

## 설명
한라는 대한민국의 천문학자들이 최초로 발견한 외계 행성으로 작은곰자리 방향으로 지구에서 520광년 떨어진 곳에 위치하고 있는 행성이다. 한라는 모항성인 작은곰자리 8(백두)를 공전하고 있으며 모항성과 매우 가까운 위치에서 공전하고 있기 때문에 뜨거운 목성으로 분류되는 외계 행성이 된다. 한라라는 외계 행성과 백두라는 모항성은 모두 북두칠성과 북극성에 속한 항성과 행성계가 된다. 2015년에 발견된 외계 행성이며 외계 행성들 중에선 한국어의 이름이 붙은 최초의 외계 행성이다. 이 외계 행성에 한라라는 이름을 붙여준 사람은 서울특별시의 혜화경찰서에 근무하는 채중석 경위이며 이 외계 행성과 모항성에 각각 한라와 백두라는 이름을 붙여준 것은 한라산과 백두산의 앞글자 이름을 따서 대한민국의 평화 통일과 민족 번영을 위한 것이라고 한다.

## 같이 보기
- 천문학
- 외계 행성